# Pensilvánico Superior
| Era Eratema | Periodo Sistema | Periodo Sistema                | Época Serie       | Edad Piso                    | Inicio, en millones de años |
| ----------- | --------------- | ------------------------------ | ----------------- | ---------------------------- | --------------------------- |
| Paleozoico  | Pérmico         | Pérmico                        | Pérmico           | Pérmico                      | 298,9±0,15                  |
| Paleozoico  | Carbo- nífero   | Pensil- vánico Pensil- vaniano | Superior/Tardío   | Gzheliense Gzheliano         | 303,7±0,1                   |
| Paleozoico  | Carbo- nífero   | Pensil- vánico Pensil- vaniano | Superior/Tardío   | Kasimoviense Kasimoviano     | 307,0 ±0,1                  |
| Paleozoico  | Carbo- nífero   | Pensil- vánico Pensil- vaniano | Medio             | Moscoviense Moscoviano       | 315,2±0,2                   |
| Paleozoico  | Carbo- nífero   | Pensil- vánico Pensil- vaniano | Inferior/Temprano | Bashkiriense Bashkiriano     | 323,4±0,4                   |
| Paleozoico  | Carbo- nífero   | Misisípico Misisi- piano       | Superior/Tardío   | Serpukhoviense Serpukhoviano | 330,3±0,4                   |
| Paleozoico  | Carbo- nífero   | Misisípico Misisi- piano       | Medio             | Viseense Viseano             | 346,7±0,4                   |
| Paleozoico  | Carbo- nífero   | Misisípico Misisi- piano       | Inferior/Temprano | Tournaisiense Tournaisiano   | 358,86±0,19                 |
| Paleozoico  | Devónico        | Devónico                       | Devónico          | Devónico                     | 419,62±1,36                 |
| Paleozoico  | Silúrico        | Silúrico                       | Silúrico          | Silúrico                     | 443,1±0,9                   |
| Paleozoico  | Ordovícico      | Ordovícico                     | Ordovícico        | Ordovícico                   | 486,8 ±1,5                  |
| Paleozoico  | Cámbrico        | Cámbrico                       | Cámbrico          | Cámbrico                     | 538,8±0,6                   |

El Pensilvánico Superior o Pensilvaniano Superior es la tercera y última serie del Pensilvánico y, por tanto, del Carbonífero en la escala temporal geológica. Se denomina Pensilvánico Tardío o Pensilvaniano Tardío cuando se refiere a la época correspondiente. Sucede al Pensilvánico Medio y precede al Cisuraliense (primera serie del Pérmico). Comienza hace unos 307 millones de años y finaliza hace unos 299 millones de años. Está dividido en dos pisos y edades: Kasimoviense y Gzheliense.

## Subdivisiones
El Pensilvánico Superior se divide en dos pisos y edades:
- Gzheliense
- Kasimoviense